# Edmund Randerath
Johannes Hermann Josef Edmund Randerath  (* 18. März 1899 in Düsseldorf; † 19. März 1961 in Heidelberg) war ein deutscher Pathologe und Hochschullehrer.

## Leben
Edmund Randerath war der Sohn des Mittelschulrektors Edmund Randerath senior (1863–1929) und dessen Ehefrau Johanna, geborene Pitsch. Nach dem Ende seiner Schullaufbahn nahm er noch von Juni 1917 bis 1919 am Ersten Weltkrieg teil. Er schloss sich 1920 einem Freikorps an. Seit 1919 absolvierte er ein Medizinstudium an der Universität Marburg, der Medizinischen Akademie Düsseldorf sowie der Universität zu Köln und wurde nach dem Staatsexamen 1923 in Köln zum Dr. med. promoviert. Nach seiner Medizinalpraktikantenzeit war er von 1925 bis 1932 Assistent am Pathologischen Institut der Medizinischen Akademie Düsseldorf. In Düsseldorf habilitierte er sich bei seinem Lehrer Paul Hübschmann 1932 für Allgemeine und pathologische Anatomie mit einer Schrift über Pathologisch-anatomische Untersuchungen über die Tuberkulose des Knochensystems und wirkte dort anschließend als Privatdozent. Seit 1936 war er Oberarzt. Ab 1937 wirkte er als außerplanmäßiger Professor und ab 1939 als außerordentlicher Professor.
Zur Zeit des Nationalsozialismus gehörte Randerath der NSDAP an. Zudem trat er 1933 der SA und 1934 dem NS-Dozentenbund bei, für den er das Amt für Wissenschaft leitete. Ab 1940 war er zudem Mitglied des NS-Ärztebundes. Kurz vor Beginn des Zweiten Weltkrieges wurde er Ende August 1939 zum Oberfeldarzt der Reserve befördert. Von 1943 bis 1945 war er beratender Pathologe beim Heeres-Sanitätsinspekteur und leitete in Personalunion das Pathologische Institut an der Militärärztlichen Akademie. Ab Ende Dezember 1943 übernahm er einen Lehrauftrag an der Universität Berlin.
Nach Kriegsende befand er sich in amerikanischer Kriegsgefangenschaft und nahm nach seiner Entlassung seine Tätigkeit an der Medizinischen Akademie Düsseldorf wieder auf. Er wurde 1947 Ordinarius und Leiter des Pathologischen Instituts an der Universität Göttingen. Er war 1948 Wiederbegründer der Deutschen Gesellschaft für Pathologie. Im Herbst 1949 folgte er dem Ruf auf den Lehrstuhl für Pathologie der Universität Heidelberg, wo er als Direktor auch dem Pathologischen Universitätsinstitut vorstand. Er wurde 1953 ordentliches Mitglied der Heidelberger Akademie der Wissenschaften. Zudem war er Mitglied diverser Medizinischer Gesellschaften und Inhaber mehrerer Auszeichnungen, wie der Otto von Bollinger-Plakette. Während seiner Amtszeit war er zweimal Dekan der medizinischen Fakultät sowie 1956/57 Rektor.
Seine Forschungsschwerpunkte waren „Histogenese des tuberkulösen Gewebeschadens“, Morbus Bright und erkenntnis-kritische Sichtweisen im „Zusammenspiel mit allen anderen Disziplinen“.
Randerath war seit 1926 verheiratet mit Mathilde, geborene Sachs (1901–1982). Ihr gemeinsamer Sohn Kurt (* 1929) wurde ebenfalls Hochschullehrer.